# Quartet de corda núm. 15 (Beethoven)
El Quartet de corda núm. 15 en la menor, op. 132, de Ludwig van Beethoven fou compost entre l'any 1823 i l'agost de 1825. Aparegué publicat l'abril de 1827 amb una dedicatòria al príncep Nikolaï Borissovitch Golitsyne (1794-1866). Cronològicament, és el segon dels cinc darrers quartets de Beethoven.

## Història de l'obra
El Quartet núm. 15 va ser compost just després del Quartet núm. 12 però abans el Quartet núm. 13, i un any després de la creació de la Simfonia num. 9. S'estrenà el 9 de setembre de 1825 amb la interpretació del quartet de Ignaz Schuppanzigh. Contràriament als altres quartets de corda de l'últim període, sembla que van aconseguir l'èxit del públic.
El Quartet núm. 15 consta de cinc moviments, trencant amb l'estructura de quatre parts dels quartets precedents. Beethoven havia estat greument malalt la primavera de 1825 i va posar un títol d'agraïment a la divinitat en el tercer moviment: «Heiliger Dankgesang eines Genesenen an die Gottheit in der lydischen Tonart» (Cant jurat d'acció de gràcies d'un convalescent a la Divinitat en el mode lidi). Dins l'estructura en cinc parts, aquest moviment és un petit quartet dins el quartet; és el moviment més llarg, el més imponent. El quart moviment contrasta amb el precedent per la seva alegria. El tema del cinquè moviment havia estat considerat per Beethoven com un hipotètic final instrumental de la Simfonia num. 9, abans que incorporés la idea desenvolupar musicalment l'Himne a l'alegria.

## Estructura
El quartet consta de cinc moviments:
1. Assai sostenuto, en compàs 2/2 - Allegro, en compàs 4/4, en la menor (264 compassos)
2. Allegro la meva no tanto, en compàs 3/4, en la major (238 compassos)
3. Molto adagio, en compàs 4/4, en re major (211 compassos)
4. Alla marcia, assai vivace, en compàs 4/4, en la major (24 compassos) - Piu allegro, en compàs 4/4, la menor - Presto, a en la menor (22 compassos)
5. Allegro appassionato, en compàs 2/4, en la menor (404 compassos)

La seva execució dura aproximadament 44 minuts.

## Discografia
- Quartet Busch, 1942 (Sony)[4]
- Quartet Hongarès, 1953 (EMI)[4]
- Quartet Amadeus, 1960 (DG)
- Quartet Italiano, 1965 (ICA Classics)
- Quartet Italiano, 1968 (Philips)[5]
- Quartet Végh, 1974 (Auvidis-Valois)[4]
- Quartet Lindsay, 1983 (ASV)[6]
- Quartet Alban Berg, 1979 (EMI)[7]
- Quartet Talich, 1980 (Calliope)[4]
- Quartet Takács, 2005 (Decca)
- Quartet de Tòquio, 2010 (Harmonia Mundi)
- Quartet Artemis, 2011 (Virgin Classics)
- Quartet Terpsycordes, 2013 (Ambronay)